# كمال الدين حسين
كمال الدين حسين سياسي وعسكري مصري، أحد أعضاء الضباط الأحرار في مصر وكان عضواً بمجلس قيادة الثورة، وعين وزيراً للشئون الاجتماعية عام 1954م ثم وزيراً للتربية والتعليم، وساهم في تأسيس نقابة المعلمين واختير نقيباً للمعلمين عام 1959م، وعين قائدا لجيش التحرير سنة 1956 وعين وزيراً للإدارة المحلية عام 1960م ثم رئيسا لمجلس الوزراء سنة 1961 وعين مشرفا عاما على تنظيم الاتحاد القومى واختير نائباً لرئيس الجمهورية ومشرفا على وزارات الإدارة المحلية والصحة والعمل والإسكان والإرشاد والشؤون الاجتماعية والتربية التعليم، واختير رئيساً للجنة الأوليمبية المصرية عام 1960م وتولي رئاسة المجلس الأعلى لرعاية الفنون والآداب والعلوم الاجتماعية ورئيسا لمؤتمر الشباب الأسيوي الأفريقي.

## انضمامه للجيش
حصل على شهادة معلم من مدرسة المدفعية البريطانية وماجستير العلوم العسكرية وألتحق بوحدة مدفعية الميدان بالصحراء الغربية وقدم استقالته من الجيش في سنة 1948 وتطوع ليحارب مع الفدائين بقيادة البطل أحمد عبد العزيز وأوكل إليه البطل قيادة مدفعيته ورئاسة أركانه وأصيب مرتين خلال المعارك مع اليهود، وفي طريق العودة إلى مصر -وكان في أوئل سنة 1949-كانت قوات الفالوجا عائدة أيضا إلى أرض الوطن وفي إحدى خيام معسكرات العريش ألتقى بصديقه الصاغ جمال عبد الناصر (أركان حرب القوات المصرية التي كانت محاصرة في عراق المنشية ورئيس تنظيم الضباط وجلس بجانبة يروى الحديث الذي دار بينة وبين أحمد عبد العزيز ذات مساء في الطريق الجبلى قبل استشهاده بأيام عندما قال له:إن ميدان الجهاد يا أبوكمال ليس في فلسطين، وإنما ميدان الجهاد الأكبر في مصر.وسكت جمال سكتة قصيرة بعد أن سمع عبارة كمال حسين ثم أرسل بصرة إلى الأفق البعيد تجاه القاهرة وقال:هذا صحيح..إن معركتنا الحقيقية في مصر. وبعد عودته إلى القاهرة عين مدرساً بمدرسة المدفعية عام 1948م، ثم مدرسا بكلية أركان حرب، وحصل على أركان الحرب عام 1949م. كان عضوا في اللجنة التأسيسية للضباط الأحرار وقد أشترك كمال الدين حسين مع عبد الحكيم عامر وزكريا محى الدين في وضع الخطة التفصيلية لتحرك قوات الجيش ليلة الثورة. وقاد سلاح المدفعية في ثورة يوليو وألقى القبض على قائد المدفعية وعلى على نجيب -أخو محمد نجيب - وأصبح من أعضاء مجلس قيادة الثورة الضباط الأحرار البارزين.

## نشاطه بعد الثورة
أصبح عضواً بمجلس قيادة الثورة، وكان عضوا في المجلس الأعلى لهيئة التحرير. وعين وزيراً للشئون الاجتماعية عام 1954م ثم وزيراً للتربية والتعليم، وساهم في تأسيس نقابة المعلمين واختير نقيباً للمعلمين عام 1959م، وعين قائدا لجيش التحرير سنة 1956 وعين وزيراً للإدارة المحلية عام 1960م ثم رئيسا لمجلس الوزراء سنة 1961 وعين مشرفا عاما على تنظيم الاتحاد القومى واختير نائباً لرئيس الجمهورية و مشرفا على وزارات الإدارة المحلية والصحة والعمل والإسكان والإرشاد والشؤون الاجتماعية والتربية التعليم، واختير رئيساً للجنة الأوليمبية المصرية عام 1960م وتولي رئاسة المجلس الأعلى لرعاية الفنون والآداب والعلوم الاجتماعية ورئيسا لمؤتمر الشباب الأسيوي الأفريقي، ثم تولي عام 1960م رئاسة أول مركز للبحوث التربوية والنفسية وأميناً عاماً رئيسا للجنة الطاقة الذرية. كان كمال الدين حسين يهتم بالأنشطة الفنية والثقافية، فعندما كان وزير التربية والتعليم افتتح معرض التعبئة القومية ضد الخطر الصهيوني للفنان التشكيلي الشاب عبد المنعم السحراوي، وكان ذلك في مدينة بورسعيد عام 1956م.

## صدام كمال الدين حسين مع جمال عبد الناصر واستقالته
قدم استقالته ثلاث مرات قبل الاستقالة الأخيرة سنة 1964 من مجلس الرياسة الذي كانت له السلطة العليا للبلاد
- الاستقالة الأولى: كانت في 7 نوفمبر 1957 من مجلس الأمة اعتراضا على المجلس الذي وافق على أن مديرية التحرير وهي مؤسسة حكومية بانها مؤسسة خاصة لكى لا يحاسبها المجلس عن المخالفات المالية وقد استقال أيضا عبد اللطيف البغدادي رئيس مجلس الأمة لنفس السبب
- والاستقالة الثانية كانت من وزارة التربية والتعليم بعد أن حاول مجلس الأمة الضغط على سياسة الوزارة وقرر قبول الحاصلين على اقل من 50% في الثانوية العامة في الجامعات المصرية -جامعة القاهرة والإسكندرية وعين شمس -ويهذا فلن تكون هناك أماكن لاستيعابهم ولا أساتذة ولا مدرجات كافية.وفي نفس اليوم اجتمع المجلس الأعلى للجامعات برئاسة الأستاذ محمد كامل مرسى مدير جامعة القاهرة وحضور د.السعيد مصطفى السعيد مدير جامعة الإسكندرية ود.أحمد بدوى مدير جامعة عين شمس وجميع العمداء واصدروا قرارا بعدم قبول الحاصلين على اقل من 50% في الثانوية العامة متضامنين مع وزيرهم.
- والاستقالة الثالثة عند استلامه خطاب يوم 23 أغسطس 1958 من الرئيس عبد الناصر على هيئة خطاب دوري لكل الوزراء وكان مضمونه بأنه لاحظ كثرة التصريحات والظهور في الصحافة من بعض الوزراء وكان يقصد بهذا البغدادي وكمال الدين حسين وقد تقدم البغدادي باستقالته فورا أما كمال الدين حسين سأل عن مكان عبد الناصر وعلم أنه في أستراحة برج العرب فركب سيارته وسافر إليه وبمجرد أن دخل علية ألقى إمامة بالخطاب وقال له:أنا لا أقبل أبدا أن يوجه لي خطابا بمثل هذه الصيغة ؛فأبتسم عبد الناصر وقال:أنت زعلت يا أبو كمال -هكذا كان يناديه- أنا لا أقصد أحد من الإخوان أنا أقصد بعض الوزراء الذين لا يكفون عن الأدلاء بالتصاريح عن نشاط كاذب لوزارتهم.
- أجتماع ال 8 ساعات الحاسمة في4 مارس 1964: وكان جمال عبد الناصر وعبد الحكيم عامر قد صحبوا كمال الدين حسين في سيارتهم بعد تشيع جنازة محمد فهمى السيد -المستشار القانوني لرئيس الجمهورية- وقد حضر الاجتماع باقي أعضاء مجلس قيادة الثورة المتبقيين وقد طلب الرئيس من كمال حسين أن يتكلم ويذكر ما يضايقه.فتكلم وذكر خطاب استقالته وما كان قد ورد فيه عن الصداقة والعلاقة التي تجمع أعضاء مجلس الثورة وكيف أن الرئيس قد رد عليه وقتئذ بأن العلاقة التي بيننا هي علاقة عمل وليست الصداقة وعندما ذكر كمال حسين ذلك حاول الرئيس أن يفسر هذه العلاقة بأنها علاقة دم ولا يمكن الفصل بين الصداقة والعمل وأن الثورة ثورتنا جميعا وأنه لم يفكر في أنه هو صاحبها بمفردة في يوم من الأيام ولهذا فهو لا يفرط في أحد من المجموعة. وأنتقل كمال حسين بعد ذلك في حديثة إلى الحريات وعدم توافرها وأن لا أمن على حرية من يقومون بالنقد وأنهم مهددون في مورد رزقهم وتناول في حديثة كذلك الاشتراكية وأنها لابد أن تنبع من ديننا وليست من نظريات وأفكار ماركس ولينين وسألة الرئيس :هل عبود باشا أحسن أم لينين ؟ (كان عبود باشا يمثل الرأسمالية المتطرفة، أما لينين فيمثل الاشتراكية المتطرفة)، فأجابه كمال حسين أنه يخيره بين الشيطان وإبليس ووجه استفسارًا إلى الرئيس هل الميكانيكي الذي يملك ورشة صغيرة ويعمل عندة اثنين من العمال يشاركونه في الأرباح بنسب متساوية. فأجابه الرئيس في تصوري أيوه وجاء رد كمال حسين مفاجأة له للجميع وذلك بقوله: "يبقى في المشمش"، وفي 14 أكتوبر 1965م صدر قرار بتحديد إقامة كمال الدين حسين وزوجته في إحدى الاستراحات بالهرم

## نشاطه السياسي بعد عهد الرئيس جمال عبد الناصر
عاد للمشاركة في الحياة السياسية في عهد الرئيس أنور السادات وانتخب عضواً بمجلس الشعب عن دائرة بنها ولكنه انسحب مرة أخرى من الحياة السياسية (فصل من مجلس الشعب بعد أن أرسل خطاب لأنور السادات بعد الانتفاضة الشعبية يوم 9-10 يناير يقول فيه :«ملعون من الله ومن الشعب من يتحدى إرادة أمة» ورفع كمال الدين حسين الأمر إلى القضاء وحكم له بالعودة إلى المجلس ولكن عند تطبيق الحكم وجد أن صبحي صالح بعد أوامر من السادات عدل قانون مجلس الشعب بأن من خرج من المجلس لا يعود)، وقام بجولة ناجحة بين عدد من الدول العربية-السعودية-ليبيا-تونس - في ديسمبر سنة 1983 بالاتفاق مع ياسر عرفات لعقد أتفاق بين الفصائل الفلسطينية المتحاربة في لبنان وفك الحصار على قوات ياسر عرفات وقد تمت الاتفاقية بنجاح ووقعت كل الفصائل على هذه الوثيقة بما فيها السعودية كشاهد لوقف نزيف الدم الفلسطيني في طرابلس بشمال لبنان

## وفاته
توفي في 19 يونيو سنة 1999 في مستشفى المعادى للقوات المسلحة نتيجة قصور شديدة في وظائف الكبد، وأقيمت له جنازة عسكرية يتقدمها حملة النياشين منها -قلادة النيل- وهو أرفع وسام في مصر وكان من أوئل المشيعين من بقى على قيدالحياة من زملائه في مجلس الثورة والضباط الأحرار وجميع الوزراء في الحكومة يتقدمهم رئيس الجمهورية ورئيس الوزراء ورئيس مجلس الشعب والشورى. وقد تلقى العزاء عن طريق وافدين رسميين من أمير الكويت والرئيس الليبي والرئيس الفلسطيني وملك السعودية.